# Nam tước Rothschild
Nam tước Rothschild (tiếng Anh: Baron Rothschild) xứ Tring ở Hạt Hertfordshire, là một tước hiệu trong Đẳng cấp quý tộc Vương quốc Liên hiệp Anh. Tước hiệu được tạo ra bởi Victoria của Anh vào năm 1885 và trao cho Ngài Nathan Rothschild, Nam tước thứ 2, một thành viên của gia tộc ngân hàng Rothschild. Ông là thành viên Do Thái đầu tiên của Viện Quý tộc không cải sang Cơ đốc giáo trước đó. Người nắm giữ tước hiệu hiện tại là Nathaniel Rothschild, Nam tước Rothschild thứ 5, người thừa kế danh hiệu nam tước vào tháng 2 năm 2024.
Năm 1822, Hoàng đế Franz I của Áo đã phong cho 5 người con trai của Mayer Amschel Rothschild, người khởi đầu đế chế tài chính ngân hàng của Gia tộc Rothschild tước vị Freiherr von Rothschild (Nam tước Rothschild), trong đó có ông nội của Nathan Rothschild là Nathan Mayer Rothschild, nhưng ông không dùng tước hiệu này và cũng không thỉnh cầu vua Anh cho ông dùng tước hiệu của Đế quốc Áo tại Anh. Năm 1838, hai năm sau khi Nathan Mayer qua đời thì Nữ hoàng Victoria cho phép hậu duệ của ông dùng tước Freiherr của Áo tại Anh và cha của  Nathan Rothschild là Lionel de Rothschild trở thành Nam tước thứ nhất. Năm 1847, Nữ hoàng Victoria phong Tòng nam tước cho chú của Nathan Rothschild là Lionel de Rothschild, và ông này qua đời mà không có người thừa tự, nên tước hiệu và tài sản để lại cho Nathan Rothschild. Đến năm 1885, Nathan Rothschild sở hữu tước hiệu quý tộc chính thức ở Vương quốc Anh với tước hiệu Nam tước Rothschild. Vì thế, hậu duệ của Rothschild sở hữu 3 tước hiệu, gồm có: Nam tước Áo, Tòng nam tước Anh và Nam tước Anh.